# Punjab

Vùng Punjab

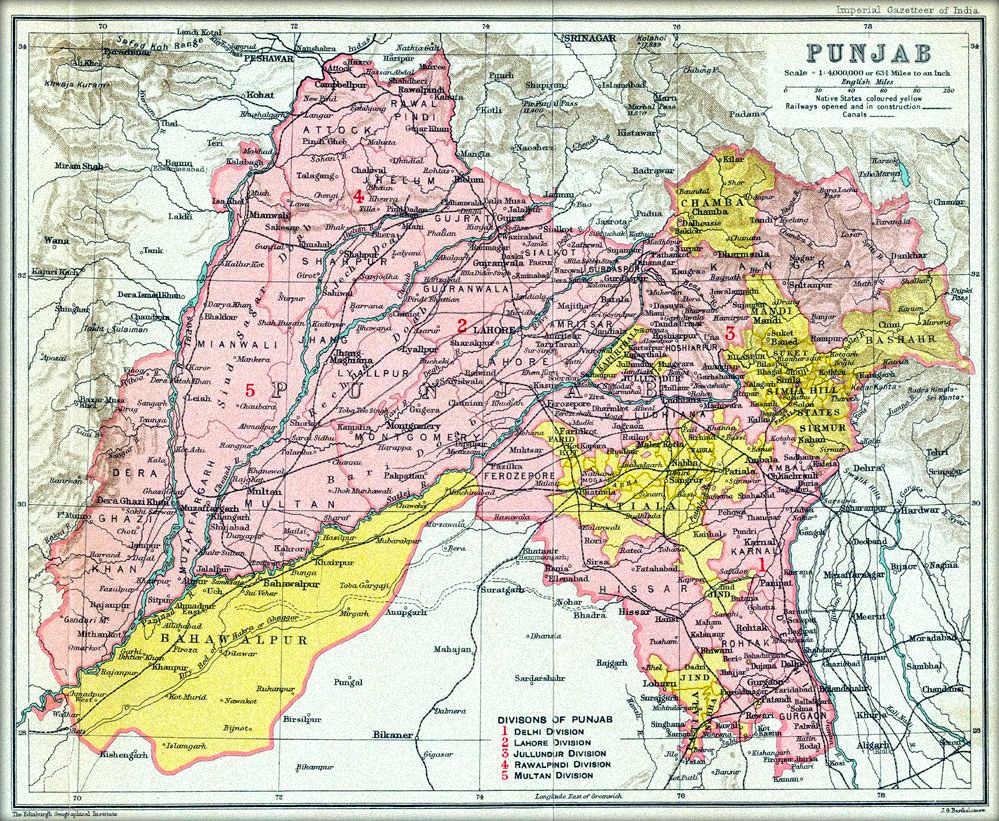
Punjab (Ấn Độ thuộc Anh), 1909

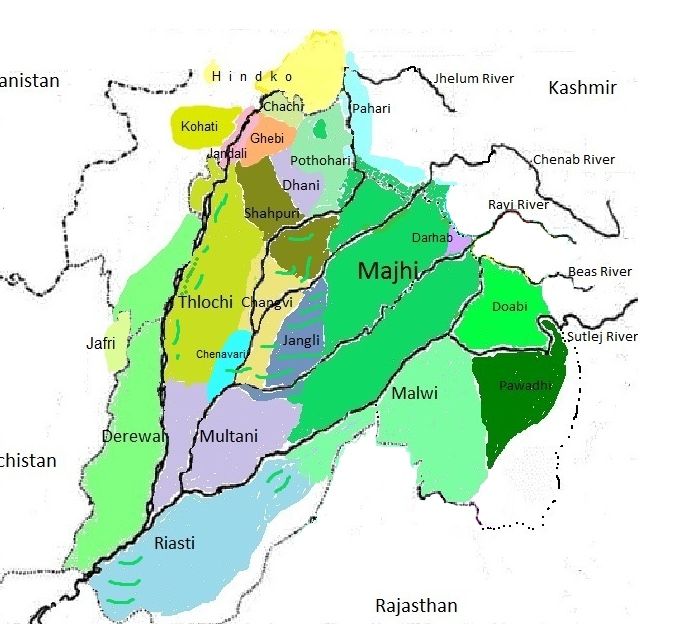
Các phương ngữ tiếng Punjab

Punjab (tiếng Punjab: ਪੰਜਾਬ, [[chữ cái Shahmukhi|پنجاب]]), cũng viết là Panjab (tiếng Ba Tư: پنجاب,panj-āb, "năm dòng nước" hay "Ngũ hà"), là một khu vực địa lý trải rộng qua biên giới giữa Pakistan và Ấn Độ, bao gồm tỉnh Punjab tại Pakistan và các bang Punjab, Haryana, Himachal Pradesh, Chandigarh và một số phần phía bắc của Lãnh thổ Thủ đô Quốc gia Delhi tại Ấn Độ. Tên của khu vực có nguồn gốc từ tiếng Ba Tư và có nghĩa là "(Vùng đất của) Năm Dòng nước" và có nghĩa đề cập đến các sông: Jhelum, Chenab, Ravi, Sutlej, và Beas. Tất cả đều là chi lưu của sông Ấn, và Jhelum là sông lớn nhất. Punjab có một lịch sử lâu dài và có di sản văn hóa phong phú. Khu vực này nay được gọi là Đại Punjab là một vùng đất rộng lớn tại Pakistan và Ấn Độ. Punjab có khoảng 60% diện tích thuộc Pakistan và 40% thuộc Ấn Độ.
Người dân trong khu vực là những người nói tiếng Ấn-Arya. Những người dân trong khu vực này là tín đồ của các tôn giáo như đạo Sikh, Ấn Độ giáo, Hồi giáo, Kitô giáo, đạo Jaina và Phật giáo. Người Hy Lạp, người Ba Tư và người Ả Rập và người Thổ, người Mogul, người Afghan, người Blochi và người Anh cũng từng định cư tại đây. Năm 1947, khu vực bị phân chia và ba trong số năm dòng sông do Pakistan và hai dòng còn lại do Ấn Độ quản lý nguồn nước.
Tỉnh Punjab là tỉnh đông dân nhất của Pakistan. Tại Ấn Độ, Punjab được phân thành các bang Punjab, Haryana, Himachal Pradesh, và Lãnh thổ Liên bang Chandigarh, là thủ phủ của cả Punjab và Haryana. Một phần nhỏ của khu vực được hợp nhất vào Delhi. Phần thuộc Pakistan của khu vực (gồm cả thủ đô Islamabad) có diện tích 205.344 kilômét vuông (79.284 dặm vuông Anh), trong khi diện tích bang Punjab của Ấn Độ là 50.362 kilômét vuông (19.445 dặm vuông Anh). Dân số của khu vực gồm 86.084.000 (2005) bên phía tỉnh Punjab của Pakistan và 24.289.296 (2000) tại bang Punjab của Ấn Độ. Khoảng 60% dân cư Pakistan nói tiếng Punjab chủ yếu là ở tỉnh Punjab, và khoảng 92,2% cư dân tại bang Punjab của Ấn Độ cũng sử dụng ngôn ngữ này. (3% tổng dân số Ấn Độ). Thành phố thủ phủ của Punjab lúc chưa phân chia là Lahore, và nay là tỉnh lị của tỉnh Punjab; còn thủ phủ của bang Punjab thuộc Ấn Độ là Chandigarh, 248 km (154 miles) từ Lahore. Tiếng Punjab tại Ấn Độ sử dụng chữ cái Gurmukhi, trong khi tại Pakistan thì dùng chữ cái Shahmukhi.